# Pele Negra, Máscaras Brancas
Peau noire, masques blancs (bra: Pele Negra, Máscaras Brancas) é um livro de 1952 de Frantz Fanon, psiquiatra e intelectual da Martinica. O livro é escrito no estilo da auto-teoria, na qual Fanon compartilha suas próprias experiências, além de apresentar uma crítica histórica dos efeitos do racismo e da desumanização, inerentes, na psique humana, a situações de dominação colonial. Há um processo duplo que é econômico e internalizado pela epidermalização da inferioridade. 
A tipologia da violência em Fanon pode ser divididas em duas categorias: (1) a violência do colonizador através da aniquilação do corpo, da psique e da cultura e da demarcação do espaço; e (2) a violência dos colonizados como uma tentativa de recuperar a dignidade, o senso de si e a história através da luta anticolonial.

## Resumo
Pele Negra, Máscaras Brancas aplica uma crítica histórica sobre as formas complexas pelas quais a identidade, particularmente a negritude, é construída e produzida. No livro, Fanon confronta a formação de construções psíquicas colonizadas da negritude. Ele aplica a psicanálise para explicar os sentimentos de dependência e inadequação que os negros experimentam. Fanon pinta a percepção dos brancos como tendo um profundo medo de negros instruídos. Ele explica que, por mais inteligente que seja o negro, os brancos sempre exercem um senso de "inferioridade". Essa maneira de pensar foi projetada para manter os negros presos em um "status inferior dentro de uma ordem colonial". A autopercepção dividida de um sujeito negro que perdeu sua origem cultural nativa e adotou a cultura de outra pátria, produz um senso de inferioridade no homem negro. Eles tentarão se apropriar e imitar a cultura do colonizador, e esse comportamento é mais evidente em negros ascendentes e educados que podem se dar ao luxo de adquirir símbolos de status no mundo da colônia, como, por exemplo, receber uma educação do exterior e ter domínio da linguagem do colonizador, as máscaras brancas. 
A obra de Fanon possui uma tese central: nas sociedades coloniais o negro, ordinariamente, encontra-se como um “não-ser” que busca o auto “embranquecimento” de seus atos, vínculos e práticas para que, afastando-se de sua negritude, o mesmo possa se considerar mais próximo do ideal. Fanon nos deixa duas premissas: Primeiro, “os brancos se consideram superiores aos negros” ; e segundo: por meio de um complexo de inferioridade, travestido nos desejos legítimos e performances miméticas decorrentes da colonialidade, “os negros querem demostrar aos brancos, custe o que custar, a riqueza de seu pensamento, o poderio equiparável da sua mente”. Fanon conclui: “pour le Noir, il n'y a qu'un destin. Et il est blanc [para o homem negro, há um caminho. E ele é branco]" 
De acordo com Fred Moten, Fanon regula a imaginação na negritue por sua vontade de apenas visualizar através de sua rubrica de epidermização. O que é mais uma forma de enclausuramento.
Baseado no conceito do inconsciente coletivo e da catarse coletiva, e derivado dele, o sexto capítulo, "O Negro e a Psicopatologia", apresenta uma breve e profunda psicanálise sobre os negros colonizados e, ainda, propõe a incapacidade dos negros de se encaixar nas normas (sociais, culturais, raciais) estabelecidas pela sociedade branca (portanto, pelo colonizador). Para Fanon, "uma criança negra normal, tendo crescido em uma família negra normal, se tornará anormal ao menor contato com o mundo branco". E, em uma sociedade branca, uma resposta psicológica extremista se origina do treinamento inconsciente e não natural dos negros, desde a infância, para associar "negritude" à "injustiça". Esse treinamento mental inconsciente de crianças negras é realizado por meio de histórias em quadrinhos e desenhos animados, que são mídias culturais que instilam e afixam, na mente da criança branca, as representações culturais dos negros como vilões. Além disso, quando crianças negras são expostas a essas imagens de negros enquanto vilões, elas experimentam uma psicopatologia (trauma psicológico), cuja ferida mental se torna inerente à sua composição comportamental individual; efetivando-se como uma uma parte de sua personalidade. O sofrimento precoce da referida psicopatologia  – pele negra associada à vilania  – cria uma natureza coletiva entre os homens e mulheres que foram reduzidos a populações colonizadas. Em Pele Negra, Máscaras Brancas, Fanon fala sobre Mayotte Capécia e Abdoulaye Sadji, que são dois escritores que possuíam autobiografias durante aquela época. Para Fanon, "Eu sou uma mulher martinicana" e "Nini" são autobiografias que explicam alguns dos danos culturais que a colonização do Caribe teve. Capécia, uma mulher negra, quer se casar com um homem branco, apesar das fronteiras sociais e culturais em vigor. Fanon discorda desta mensagem. Ele acredita que Capécia está desesperada pela aprovação dos brancos. A cultura colonial deixou uma impressão nas mulheres negras martinicanas de acreditar que "a brancura é virtude e beleza" e que elas podem, por sua vez, "salvar sua raça tornando-se mais brancas". 
Na subseção do capítulo sete: "O homem negro e Hegel", Fanon examina a dialética hegeliana, transmitindo suas suspeitas de que o homem negro esteja sob uma rubrica de filosofia modelada do ponto de vista dos brancos. Depois de reconhecer a oposição no lugar do desejo e tomar consciência disso, haverá conflito entre o colonizador e o colonizado. Segundo Fanon, esse conflito toma forma como negação da afirmação branca. Esta é uma reflexão ativa e cuidadosa antes da ocorrência da ação violenta. Fred Moten vincula essa negação à necessidade kantiana de teleologia, especificamente uma que se baseia no "gosto".

## Recepção
Publicado pela primeira vez em francês na Martinica, Peau noire, masques blancs (1952) não atraiu muita atenção inicialmente. Ele explorou os efeitos do colonialismo e impôs uma psicologia servil ao homem, mulher e criança colonizados. Os efeitos adversos foram avaliados como parte do legado cultural pós-colonial da colônia em relação aos assuntos imperiais. 
Assim como ocorreu com Os Condenados da Terra (1961), também de Fanon, Pele Negra, Máscaras Brancas recebeu mais atenção durante os levantes culturais a partir da década de 1960, nos Estados Unidos, bem como nos antigos países coloniais na região do Caribe e no continente africano. É considerado um importante trabalho anticolonial, antirracista e afro-pessimista nos países anglófonos. Mas nos países francófonos, o livro é classificado como um trabalho de Fanon relativamente menor em comparação aos seus trabalhos mais radicais. O tópico está culturalmente ligado às sociedades da etnia africana e de outros povos negros que viviam no Império Colonial Francês (1534–1980).
As ideias psicológicas e psiquiátricas permanecem válidas, especialmente quando aplicadas por povos de diversas histórias coloniais e imperiais, como os palestinos no Oriente Médio, os tâmeis no Sri Lanka e os afro-americanos nos EUA, em suas lutas contemporâneas por questões culturais e autonomia política. Os teóricos contemporâneos do nacionalismo e do anticolonialismo, da teologia da libertação e dos estudos culturais preferiram as obras culturais e politicamente mais revolucionárias de Frantz Fanon, como Os Condenados da Terra (1961). No entanto, Pele Branca, Máscaras Negras continua a gerar debates. Em 2015, um dos principais intelectuais dos estudos africanos, Lewis R. Gordon, publicou um livro intitulado O que Fanon disse: Uma introdução filosófica à sua vida e pensamento.
Anthony Elliott escreveu que Pele Negra, Máscaras Brancas é um trabalho "profícuo".

## Liberdade e negritude
Liberdade e negritude, de acordo com Sidney Mintz, não é uma cultura baseada na quebra deliberada de “regras e normas culturais”, pois em vez disso, seu foco está em ser livre. Isso inclui ser livre para se expressar de uma maneira autêntica à cultura do Caribe e livre para se libertar daqueles que antes eram chamados de mestres. É uma cultura separada dos colonizadores europeus que almeja ser igualmente reconhecida. Esse movimento de liberdade e negritude exige conhecimento de múltiplos estudos interdisciplinares, como "política de emancipação, desigualdades raciais, pós-emancipação, tudo dentro do contexto do mundo pós-colonial. A colonização, em vez de ajudar os países, destruiu a cultura em todo o mundo, pois reforçou o processo de pensamento da "supremacia branca" e suprimiu ou erradicou culturas em todo o Caribe. Um exemplo disso, de acordo com Fanon, é a cultura Malagsy. Ele explica que a cultura Malagsy foi colonizada tanto que, se eles fossem libertados, ficariam sem nada. Fanon regula a imaginação da negritude por sua disposição de apenas "visualizar" através de uma rubrica de epidermização, que é, também, mais uma forma de enclausuramento.